# Ploceus katangae
Ploceus katangae е вид птица от семейство Ploceidae.

## Разпространение
Видът е разпространен в Замбия и Демократична република Конго.